# Thomas Cardeza
Thomas Drake Martinez Cardeza (* 10. Mai 1875 in Germantown, Philadelphia, Pennsylvania; † 6. Juni 1952) war ein US-amerikanischer Unternehmer und Entdecker. Zudem war er ein Überlebender des Untergangs der Titanic im Jahr 1912.

## Biographie
Cardeza war der Sohn von James Warburton Martinez Cardeza (1854–1931), eines prominenten Anwalts, und dessen Ehefrau Charlotte Wardle Drake (1854–1939), Tochter des Bankiers und Industriellen Thomas Drake. Die Familie gehörte zu den prominentesten von Philadelphia. Er heiratete Mary Racine, eine direkte Nachfahrin von Jean Racine. Sie wurde in Frankreich geboren und verbrachte den größten Teil ihrer Kindheit in der Schweiz. Nach der Heirat lebte das Ehepaar überwiegend in Österreich. Nach dem Ausbruch des Ersten Weltkriegs arbeitete Mary für das Rote Kreuz an der europäischen Ostfront.
Thomas Cardeza ging am Abend des 10. April 1912 im französischen Cherbourg als Passagier an Bord der Titanic und belegte eine der beiden Luxussuiten (Suite B51/53/55) mit privatem Promenadendeck auf der Steuerbordseite des B-Decks des Luxusliners. Begleitet wurde er von seiner Mutter, deren Dienstmädchen Annie Ward sowie seinem eigenen Diener Gustave Lesueur.
Seine Frau blieb am Familienlandsitz in Ungarn zurück und sollte erst später nachreisen. Nach einer Safari in Afrika war Cardeza in schlechter körperlicher Verfassung, ein Umstand, der ihm das Leben rettete, weil es vielen Männern nicht erlaubt war, auf der Titanic in Rettungsboote einzusteigen. Sowohl Cardeza, als auch seine Mutter, das Dienstmädchen und der Kammerdiener überlebten den Untergang der Titanic in Rettungsboot Nr. 3, in dem auch Max Stähelin-Maeglin, der Bankier Robert Daniel, der Verleger Henry Harper und die Ehefrau und Tochter von Charles M. Hays saßen.
Nach dem Unglück ließen sich Thomas Cardeza und seine Frau ab 1930 in der obersteirischen Gemeinde Radmer nieder. Sie pachteten ein Jagdschloss samt Reviere von der Herrschaft Hohenberg. Da zu dieser Zeit große Armut in Radmer vorherrschte, ließ das Ehepaar Cardeza Kleidung für die Bevölkerung anfertigen. Jedes Jahr spendete Thomas Cardeza 5000 Kilogramm Mehl, das im Pfarrhof gelagert und an die Notleidenden ausgeteilt wurde. Nach der Machtübernahme der Nationalsozialisten in Deutschland und der ebenfalls prekären politischen Situation in Österreich verließen die Cardezas 1933 Radmer.
Mary Cardeza starb 1943, Thomas 1952. Er ist neben seiner Mutter am West Laurel Hill Cemetery in Bala Cynwyd, Pennsylvania, begraben.